# بيرت لوي
بيرت لوي (بالإنجليزية: Bert Lowe)‏ (1912 – 23 أكتوبر 1933) هو ملاكم نيوزيلندي راحل، مثّل بلاده في الألعاب الأولمبية الصيفية 1932.

## روابط خارجية
بيرت لوي على موقع بوكس ريك (الإنجليزية) (registration required)
- بيرت لوي على موقع أوليمبيديا (الإنجليزية)
- بيرت لوي على موقع اللجنة الأولمبية النيوزيلندية (الإنجليزية)